# Proctostephanus provincialis
Proctostephanus provincialis är en urinsektsart som beskrevs av Poinsot och Romano Dallai 1970. Proctostephanus provincialis ingår i släktet Proctostephanus och familjen Isotomidae. Inga underarter finns listade i Catalogue of Life.